# Мирное (Карагандинская область)
Мирное (каз. Мирное) — село в Осакаровском районе Карагандинской области Казахстана. Административный центр Мирного сельского округа. Находится примерно в 48 км к востоку-юго-востоку (ESE) от посёлка Осакаровки, административного центра района. Код КАТО — 355655100.

## История
Основано в 1973 г при строительстве канала Иртыш-Караганда.

## Население
В 1999 году численность населения села составляла 952 человек (491 мужчина и 461 женщина). По данным переписи 2009 года, в селе проживало 634 человека (319 мужчин и 315 женщин).